# N95 (singolo)
N95 è un singolo del rapper statunitense Kendrick Lamar, pubblicato il 20 maggio 2022 come primo estratto dal suo quinto album in studio Mr. Morale & the Big Steppers.

## Descrizione
Il brano è stato prodotto da Boi-1da, Sounwave, Jahaan Sweet e Baby Keem e scritto da Lamar stesso insieme ai produttori e al cantautore Sam Dew.
È stato descritto da Fred Thomas di AllMusic come "una critica culturale ribollente in cui Lamar sputa bile in più direzioni su un cupo e orecchiabile strumentale di bassi". A livello di testi, Lamar parla dell'utilizzo di mascherine di design abbinate a vestiti costosi durante il COVID-19 al posto della mascherina N95 designata. Nel brano Lamar utilizza un verso che era originariamente destinato al brano Vent dall'album The Melodic Blue del cugino di Kendrick Lamar Baby Keem.

## Accoglienza
Alexis Petridis di The Guardian ha notato che "la sua intonazione [di Kendrick Lamar] cambia così drammaticamente e così spesso che sembra più una serie di apparizioni di ospiti che il lavoro di un solo uomo". Kyann-Sian Williams di NME ha visto N95 come "la traccia più dinamica" del progetto, che include "una pletora di linee scattanti e umorismo che non ci si aspetterebbe inserito in una penetrante critica al materialismo e alla società".

## Video musicale
Il video musicale del brano, diretto da Kendrick Lamar stesso insieme a Dave Free, è stato pubblicato il 14 maggio 2022 sul canale YouTube ufficiale di Lamar. Il video si apre con la comparsa della frase "This Shit Hard" ("Questa merda è forte") in lettere maiuscole rosse ripetuta nove volte e successivamente Lamar si vede fluttuare sopra all'oceano in una posa simile a quella assunta da Gesù durante la sua crocifissione, allenarsi su un tetto, scappare da un gruppo di uomini neri (un riferimento al video di This Is America di Childish Gambino), camminare insieme a Baby Keem in un corridoio e usare una cabina telefonica, tra le altre cose.

## Classifiche
| Classifiche (2022) | Posizione massima |
| ------------------ | ----------------- |
| Australia          | 3                 |
| Austria            | 21                |
| Canada             | 2                 |
| Croazia            | 16                |
| Danimarca          | 12                |
| Francia            | 24                |
| Irlanda            | 4                 |
| Islanda            | 10                |
| Italia             | 77                |
| Lituania           | 12                |
| Norvegia           | 21                |
| Nuova Zelanda      | 2                 |
| Paesi Bassi        | 26                |
| Portogallo         | 6                 |
| Regno Unito        | 6                 |
| Repubblica Ceca    | 42                |
| Singapore          | 20                |
| Slovacchia         | 13                |
| Stati Uniti        | 3                 |
| Sudafrica          | 1                 |
| Svezia             | 22                |
| Svizzera           | 6                 |
| Ungheria           | 30                |